# Blame It on the Girls
«Blame It on the Girls» es un sencillo de Mika, lanzado oficialmente el 5 de octubre del año 2009 para Japón y el 15 de febrero del año 2010  para UK es el tercer sencillo de su segundo álbum de estudio titulado The Boy Who Knew Too Much que salió a la venta el 21 de septiembre de 2009.

## Descripción
En una entrevista Mika dijo: La canción "Blame It on the Girls" suena como No Doubt; La canción trata de un hombre guapo, con dinero y con todo lo necesario para poder ser feliz, pero no lo es.
La canción fue inspirada por un hombre de buen aspecto que Mika y su hermana vieron caminando por una calle de Londres gritando por su teléfono. La canción utiliza una técnica musical llamada música concreta en la que la música está creada por el uso de objetos cotidianos para hacer el sonido. En esta canción en particular, el ritmo es creado por Mika golpeando su escritorio, aplaudiendo, dando palmas y golpeando con los pies.

## Video musical
El video musical de "Blame It on the Girls" fue dirigida por Nez Khammal. Una versión inacabada del video se estrenó el 3 de octubre de 2009 en el Reino Unido en el canal 4.El vídeo comienza en blanco y negro con Mika sentado en una silla, con un sombrero de bombín y un bastón mientras habla con el prólogo de la canción. A medida que la música comienza el vídeo empieza a estar en color, muestra tres pantallas detrás de Mika, cada mostrándole en colores de rosa y azul alternando. La pantalla de la izquierda y la derecha se separan por bailarinas vestidas con esmoquin en medio y medio un vestido de baile de naranja. Cuando termina el coro, los bailarines desaparecen y Mika se ve sentados en un sofá grande, entonces se levanta y se mueve hacia un laberinto de espejos, y luego las chicas se unen a él de nuevo una vez que comienza el segundo estribillo. El video termina con él saltando en el aire y la imagen congelada. El video esta grabado en un estudio de cine.

## Posiciones
| Listas (2007)                                | Posiciones |
| -------------------------------------------- | ---------- |
| Bélgica (Flandes) (Ultratop 50)              | 28         |
| Bélgica (Flandes) (Ultratip Bubbling Under)  | 12         |
| Bélgica (Valonia) (Ultratop 50)              | 24         |
| Bélgica (Valonia) (Ultratip Bubbling Under)  | 1          |
| Dinamarca (Tracklisten)                      | 36         |
| España (Top 100 Canciones)                   | 16         |
| Estados Unidos (Heatseekers Songs Billboard) | 36         |
| Reino Unido (UK Singles Chart)               | 72         |